# Kontryhel pastvinný

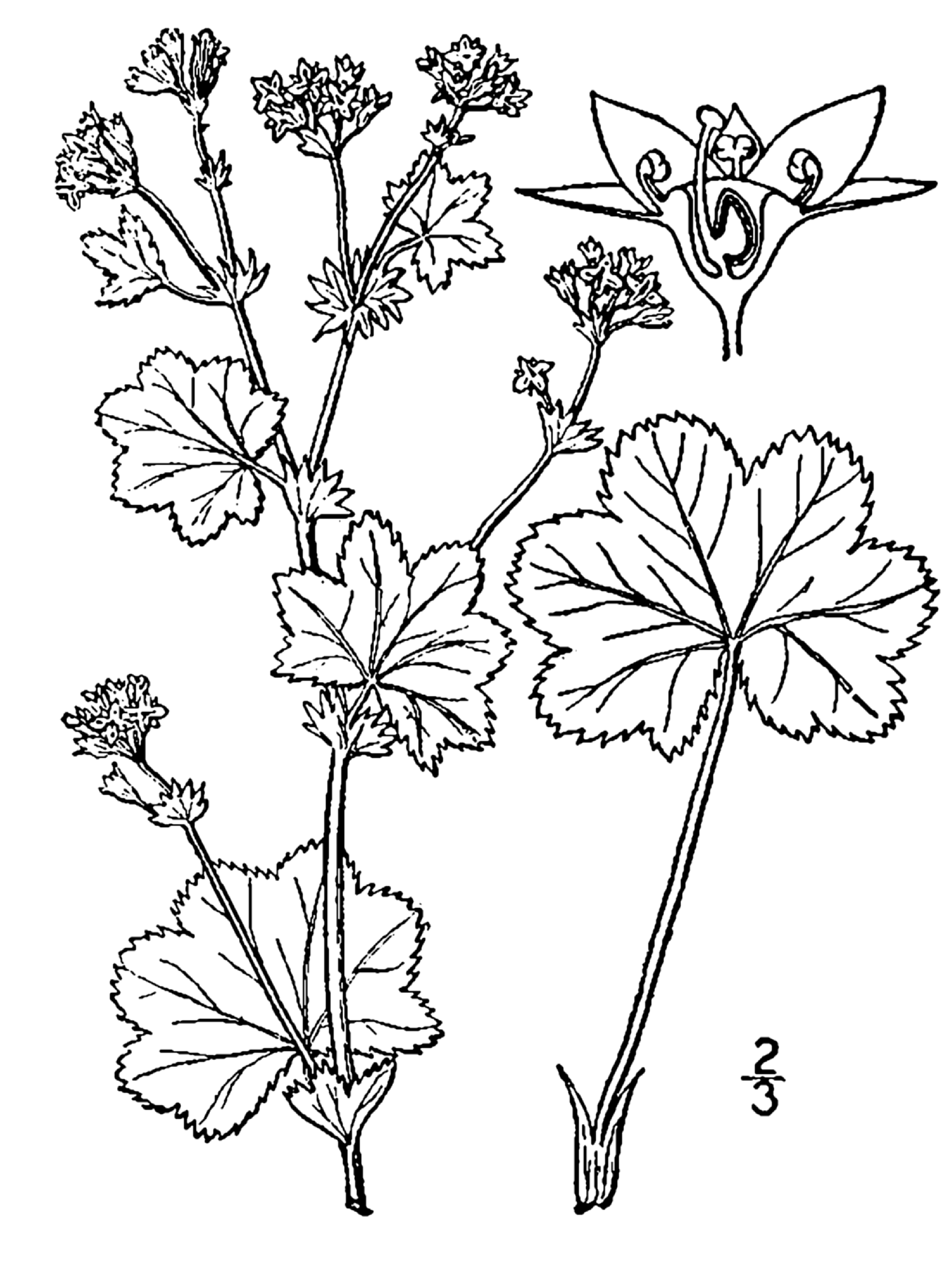
Nákres kontryhele pastvinného

Kontryhel pastvinný (Alchemilla monticola) je nízká, plazivá, vytrvalá, planě rostoucí rostlina, jeden z 27 druhů rodu kontryhel rostoucích v české přírodě. Samotný rod je tvořen počtem druhů blížícím se k tisícovce. V České republice je kontryhel pastvinný nejhojnějším, představuje asi tři čtvrtiny všech nalézaných kontryhelů.

## Rozšíření
Bylina je rozšířena téměř ve všech evropských státech (vyjma oblastí okolo Středozemního moře a dalekého severu) a přes Rusko, Malou Asií a Kavkaz až na Sibiř. Druhotně se dostala i na ruský Dálný východ a do Ameriky na Aljašku a do východních oblastí Kanady a Spojených států. V ČR je nejhojnější ve středních polohách, odkud vystupuje do hor do nadmořské výšky až 2000 m.

## Ekologie
Tento v Česku hojný druh najdeme na vlhkých i sušších loukách a pastvinách, v lesních lemech, příkopech podél cest a často také na místech narušovaných lidskou činností. Na kvalitu půdy a množství živin není náročný, k růstu si vybírá místa travnatá, osluněná i zastíněná.
Kontryhele jsou zajímavé kapičkami vody objevujícími se v proláklinách listů. Nejsou to kapky deště ani rosy, ale přes průduchy vyloučená přebytečná voda z listů.

## Popis

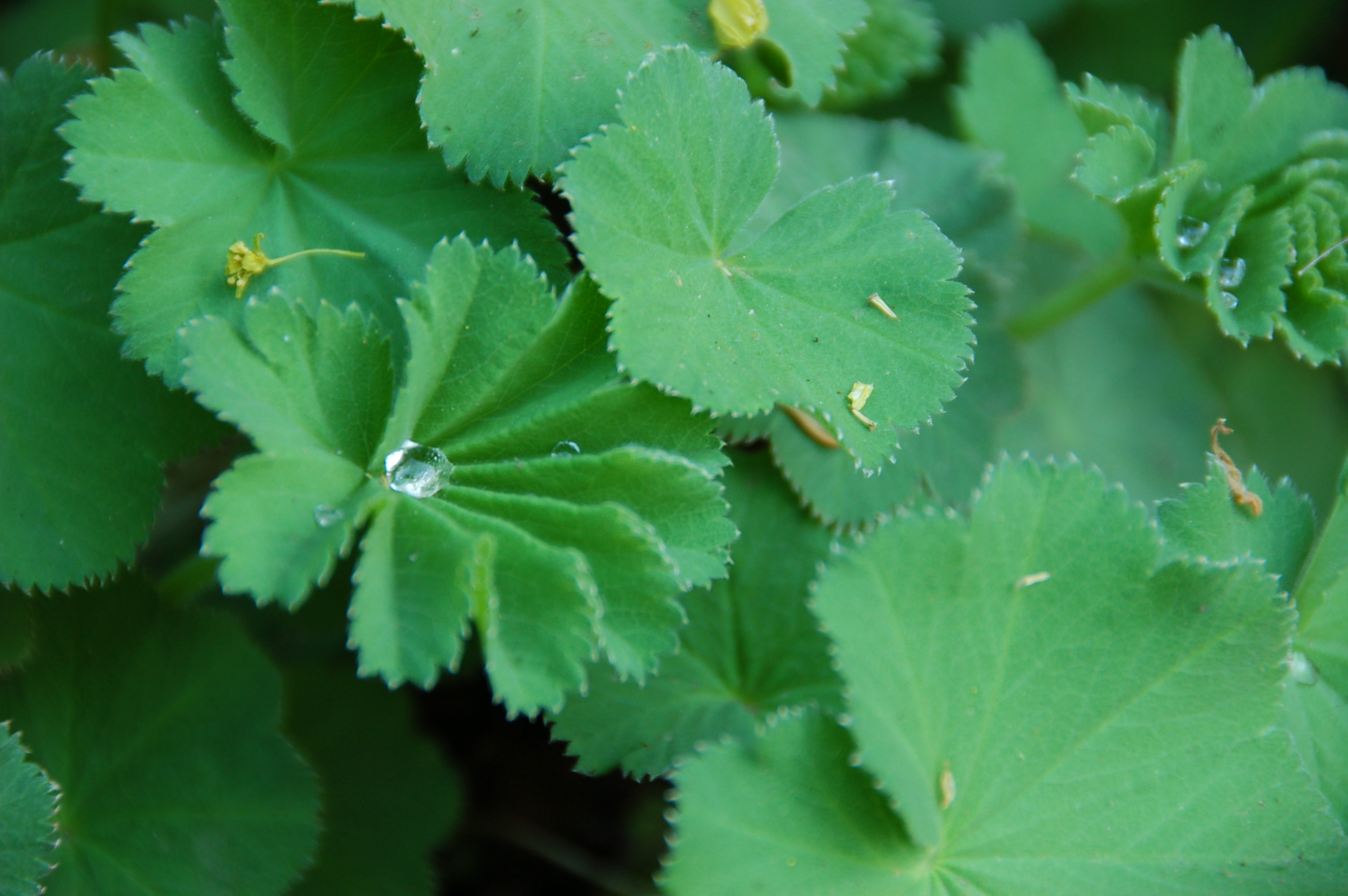
Listy

Vytrvalá, šedozeleně zbarvená bylina dorůstající do výšky 10 až 30 cm. Roste z při povrchu uloženého oddenku pokrytého zbytky odumřelých listů. Z oddenku vyrůstá přízemní růžice vzpřímených řapíkatých, okrouhle ledvinovitých, slabě zvlněných nebo plochých, oboustranně hustě chlupatých listů. Jsou do třetiny laločnaté a jejich polovejčité až poloeliptické laloky mají na bázi celokrajné zářezy a výše po obou stranách šest až devět stejných, tupě zašpičatělých zubů. Z listové růžice také raší květonosné lodyhy střídavě porostlé sice menšími, ale vzhledově stejnými listy s řapíky a drobnými, u báze bledými palisty. Na řapících všech listů rostou kolmo odstálé chlupy.
Z úžlabí lodyžních listů šikmo vzhůru vedou stopky květenství. Čtyřčetné, nažloutlé květy velké jen 5 mm jsou uspořádané v malých, kompaktních klubkách vytvářejících vijany. Stopky květů i květenství jsou lysé. Češule květu je vřetenovitě obvejčitá a v dolní polovině řídce chlupatá. Kalíšek je výrazně užší a kratší než světle žlutý kalich se čtyřmi lístky. Květ nemá vyvinutou korunu a čtyři jeho tyčinky nemají prašníky s pylem. Spodní semeník je vytvořen z jednoho plodolistu. Plodem je nažka.
Kontryhel pastvinný je, stejně jako ostatní druhy kontryhele, apomiktickou rostlinou, z vajíčka v semeníku se vyvine plod bez opylení. To vede ke stavu, že i malé zděděné rozdíly jsou u potomků vždy zachovány a tak vznikla spousta druhů (někdy nazývaných "mikrodruhy") s velmi malým odlišením. Mají uzavřenou reprodukci a nejsou schopné se křížit.

## Význam
V minulosti byly kontryhele používané k léčbě ran nebo jiných neduhů kůže, stejně jako při průjmech, menstruačních problémech nebo při zánětech spojivek. Přikládaly se drcené listy na rány, dělal se výluh z čerstvých rostlin nebo ze sušených listů a oddenků se vařil léčivý čaj.